# You Are Beautiful (Safety First)
You Are Beautiful is een nummer gecomponeerd door Peter Luts, David Poltrock en Mario Goossens voor de Belgische speelfilm Safety First: The Movie.
"You Are Beautiful" is een dancenummer waarin de titel, die enkele malen wordt herhaald, de enige tekst is. Het nummer werd een grote hit in Vlaanderen, waar het de 6e positie bereikte in de Vlaamse Ultratop 50.

## Muziekdownload
- Muziekdownload

1. "You Are Beautiful" - 2:31